# Peter Facinelli
Peter Facinelli (New York, 26 november 1973) is een Amerikaanse acteur, die onder meer Carlisle Cullen speelt in alle films uit The Twilight Saga.
Facinelli groeide op in Ozone Park in het New Yorkse stadsdeel Queens, als de zoon van Italiaanse immigranten: Bruna, een huisvrouw, en Pierino Facinelli, een ober. Hij studeerde aan de Atlantic Theater Company Acting School in New York.
Facinelli ontmoette Jennie Garth, op de set van de televisiefilm An Unfinished Affair in 1996. Ze trouwden op 20 januari 2001 en in 2012 gingen ze weer uit elkaar.

## Filmografie
- The Price of Love (1995) (TV) - Brett
- Angela (1995) - Lucifer
- Calm at Sunset (1996) (TV) - James Pfeiffer
- After Jimmy (1996) (TV) - Jimmy Stapp
- Foxfire (1996) - Ethan Bixby
- An Unfinished Affair (1996) (TV) - Rick Connor
- Touch Me (1997) - Bail
- Telling You (1998) - Phil Fazzulo
- Can't Hardly Wait (1998) - Mike Dexter
- Dancer, Texas Pop. 81 (1998) - Terrell Lee Lusk
- Blue Ridge Fall (1999) - Danny Shepherd
- The Big Kahuna (1999) - Bob Walker
- Honest (2000) - Daniel Wheaton
- Ropewalk (2000) - Charlie
- Supernova (2000) - Karl Larson
- Riding in Cars with Boys (2001) - Tommy Butcher
- Tempted (2001) - Jimmy Mulate
- Rennie's Landing (2001) - Alec Nichols
- Fastlane (2002) TV Series - Donovan 'Van' Ray
- The Scorpion King (2002) - Takmet
- Six Feet Under (2003-2005) - Jimmy
- The Lather Effect (2005) - Danny
- Chloe (2005)
- Enfants terribles (2005) - Curtis
- Hollow Man 2 (2006)
- Touch the Top of the World (2006) (TV) - Erik Weihenmayer
- Damages (2007) (TV) - Gregory Malina
- Lily (2007)
- Finding Amanda (2008) - Greg
- Chelsea Lately (2008)(Talk Show) - als zichzelf
- Twilight (2008) - Carlisle Cullen
- New Moon (2009) - Carlisle Cullen
- Nurse Jackie (2009-2015) - Dr. Cooper
- Chelsea Lately (2009)(Talk Show) - als zichzelf
- The Twilight Saga: Eclipse (2010) - Carlisle Cullen
- The Twilight Saga: Breaking Dawn part 1 (2011) - Carlisle Cullen
- Loosies  (2011) - Bobby
- The Twilight Saga: Breaking Dawn Part 2 (2012) - Carlisle Cullen
- Supergirl (2016-...) - Maxwell Lord
- S.W.A.T (2017-2018) - Michael Plank
- Breaking & Exiting (2018, regisseur)
- The Unbreakable Boy (2025) - predikant Rick

- Bibsys: 9031020
- Bibliothèque nationale de France: cb14176009w (data)
- Gemeinsame Normdatei: 14071135X
- International Standard Name Identifier: 0000 0001 1454 6352
- Library of Congress Control Number: nr2001010385
- Nationale Bibliotheek van Tsjechië: xx0098729
- Nationale Bibliotheek van Polen: a0000001784907
- Nederlandse Thesaurus van Auteursnamen: 296661198
- SNAC: w6sj48t2
- Système universitaire de documentation: 177329343
- Virtual International Authority File: 107709148
- WorldCat: E39PBJgXgC8CQcP9vVgfgbvPwC